# Claude Abbes
Claude Abbes (Faugères, 1927. május 24. – Párizs, 2008. április 11.) francia válogatott labdarúgó.

## Sikerei, díjai

### Klub
- Saint-Étienne
  - Francia bajnok: 1956–57
  - Francia kupa: 1961–62
  - Francia szuperkupa: 1957, 1962

### Válogatott
- Franciaország
  - Labdarúgó-világbajnokság bronzérmese: 1958